# Phil Walker (basket-ball)
Phillip B. « Phil » Walker, né le 20 mars 1956 à Philadelphie, en Pennsylvanie, est un ancien joueur américain de basket-ball. Il évolue durant sa carrière au poste d'arrière.

## Palmarès
- Champion NBA 1978